# Fragile (Yes)
| Recensione     | Giudizio       |
| -------------- | -------------- |
| Discogs        |                |
| All Music      |                |
| Ondarock       | Pietra miliare |
| Piero Scaruffi |                |

Fragile è il quarto album in studio del gruppo di rock progressivo inglese Yes, pubblicato nel 1971.

## Storia
Fu il primo album del gruppo senza il pianista Tony Kaye, sostituito da Rick Wakeman alle tastiere. La formazione del gruppo (Anderson, Howe, Squire, Bruford e Wakeman) divenne poi nota come quella "classica", in particolare perché a essa si deve anche il successivo Close to the Edge, che viene generalmente considerato l'apice del gruppo. Anche Fragile contiene molti brani che continuano a essere annoverati fra i classici degli Yes.
In particolare, la canzone Roundabout è divenuta una delle canzoni più note degli Yes del periodo.
Fragile fu pubblicato dalla Atlantic Records  nel Regno Unito nel novembre del 1971; la sua uscita negli Stati Uniti fu rimandata all'anno successivo per sfruttare il successo che stava ancora riscuotendo l'album precedente, The Yes Album.
Una parte dei pezzi dell'album sono essenzialmente assoli dei diversi membri. We Have Heaven è una sorta di divertissement musicale in cui Jon Anderson canta tutte le parti di voce (tecnica poi ripresa nel suo album solista Olias of Sunhillow; il tema di We Have Heaven sarebbe anche ricomparso come versione rivisitata nel 1998 nel brano Can I? sull'album The Ladder); Five Per Cent for Nothing, che con i suoi 35 secondi è il brano più breve della discografia degli Yes, è un esercizio di ritmica di Bill Bruford; Mood for a Day è uno dei più noti brani di chitarra classica di Steve Howe; e infine The Fish (Schindleria Praematurus) è costruito attorno a una linea solista di basso di Chris Squire.
I brani suonati dall'intero gruppo fanno tutti parte del repertorio classico degli Yes, e sono stati riproposti innumerevoli volte in concerto durante tutta la storia del gruppo. Nelle incisioni live esistono numerose versioni di Roundabout, che differiscono per l'introduzione o per la durata (soprattutto nelle esibizioni più recenti il brano viene generalmente abbreviato escludendo una sezione centrale). South Side of the Sky (Il primo brano che vi fecero assieme al pianista Rick Wakeman) è l'unico pezzo a non essere stato proposto dal vivo per molto tempo fino al tour degli Yes dal 2002 al 2005, arricchito di un duetto finale fra la chitarra di Howe e la tastiera di Wakeman (una registrazione del vivo di questa versione si trova nel DVD Yesspeak). Una cover di South Side, eseguita dagli Spock's Beard, si trova nel bonus disc dell'edizione limitata, in 3 CD, dell'album Snow.
Una versione in DVD audio di quest'album fu pubblicata nel 2002, con sonoro Dolby Digital e DTS e vari contenuti speciali. È stato anche rimasterizzato nel 2003 su CD, con l'aggiunta di due tracce bonus.
La ristampa del 2003 contiene anche una cover del brano "America" di Simon & Garfunkel, che era stato originariamente inserito in un disco promozionale della Atlantic.

## Copertina
Fu il primo album degli Yes ad avvalersi dell'opera di Roger Dean per la copertina. La cover disegnata da Roger Dean raffigura un piccolo pianeta sul davanti. Sul retro, il pianeta incomincia a rompersi e la popolazione fugge nello spazio mediante una barca a vela di legno, un concetto che ha ispirato Jon Anderson per il suo album solista Olias of Sunhillow, così come il film isole galleggianti. La copertina di Yessongs si crede sia stata creata allo scopo di continuare il racconto. L'LP è accompagnato da un libretto promozionale contenente due ulteriori raffigurazioni sempre ad opera di Dean; la copertina raffigura cinque diverse creature nel mezzo di un groviglio di radici e il retro ritrae una persona intenta a salire una formazione rocciosa. L'interno del libretto promozionale consiste in diverse fotografie dei membri della band intervallate da piccole illustrazioni di Dean e dalle fotografie delle loro mogli, tra cui Jenny Anderson e Nikki Squire, e dei bambini. Wakeman ha assegnato una pagina alla fotografia del suo cane con un lungo elenco di ringraziamenti rivolto a tutti coloro che hanno contribuito ulteriormente alla sua carriera musicale, fra cui il Brentford Football Club (una delle squadre di calcio per cui fa il tifo).

## Accoglienza
In Gran Bretagna l'album venne pubblicato il 26 novembre del '71 entrando in classifica nella settima posizione anche se per poco tempo; negli Stati Uniti invece il successo venne raggiunto l'anno successivo quando a marzo arrivò alla quarta posizione della classifica di Billboard. L'album nel tempo arrivò a vendere oltre tre milioni di copie.
Nel giugno del 2015 la rivista Rolling Stone ha collocato l'album alla decima posizione dei 50 migliori album progressive di tutti i tempi.

## Curiosità
- Il titolo Five Per Cent for Nothing ("5% per niente") è un riferimento ironico alla percentuale di incassi che andava agli agenti del gruppo.
- Nel film School of Rock, il protagonista interpretato da Jack Black assegna a uno dei suoi studenti, tastierista, il compito di "ascoltare attentamente" l'assolo di tastiere di Wakeman in Roundabout.
- Roundabout (singolo) è stato utilizzato come brano finale per l'anime di Le bizzarre avventure di JoJo, utilizzato per le prime 2 stagioni.

## Tracce
1. Roundabout (Jon Anderson/Steve Howe) - 8:33
2. Cans and Brahms (Rick Wakeman) - 1:38
3. We Have Heaven (Jon Anderson) - 1:40
4. South Side of the Sky (Jon Anderson/Chris Squire) - 7:58
5. Five Per Cent For Nothing (Bill Bruford) - 0:35
6. Long Distance Runaround (Jon Anderson) - 3:30
7. The Fish (Schindleria Praematurus) (Chris Squire) - 2:39
8. Mood for a Day (Steve Howe) - 3:00
9. Heart of the Sunrise (Jon Anderson/Chris Squire/Bill Bruford) -  11:27
  - Il brano Heart of the Sunrise dura 10:37. Al minuto 10:42, dopo 5 secondi di silenzio, come traccia fantasma si può ascoltare un reprise del brano We Have Heaven.

### Tracce aggiuntive (Edizione 2003)
1. America (Paul Simon) - 10:33
2. Roundabout (Early Rough Mix) (Jon Anderson/Steve Howe) - 8:35

## Formazione
- Jon Anderson: voce
- Chris Squire: basso, seconde voci, chitarra elettrica
- Steve Howe: chitarra elettrica, chitarra acustica, seconde voci
- Rick Wakeman: organo Hammond, pianoforte, Fender Rhodes, clavicembalo, mellotron, sintetizzatore
- Bill Bruford: batteria, percussioni